# ベンガル語版ウィキペディア
ベンガル語版ウィキペディア（ベンガルごばんウィキペディア）は、ベンガル語により編集されるウィキペディアである。2007年8月7日の時点で16,095項目（第54位）。

## 歴史
- 2004年1月27日 ベンガル語版ウィキペディアが開始

## 記事数
- 2020年12月25日、10万項目を突破する。